# Nerina Nicotra
Nerina Nicotra   (Quilmes, 31 de juliol de 1975) és una cantant i baixista argentina. És més coneguda per integrar la banda de Luis Alberto Spinetta des de 2004.
Nerina Nicotra es va exercir en un grup de tango a Los Angeles (Estats Units d'Amèrica). Va tocar a la banda de Gonzalo Aloras, al seu torn guitarrista de Fito Páez. El 2004, Javier Malosetti va deixar el seu lloc com a baixista de la banda de Luis Alberto Spinetta, i el productor musical Rafael Arcaute li va recomanar que tingués en compte a Nerina. Després de sentir-la, Spinetta li va proposar integrar el seu quartet, al costat de Sergio Verdinelli (bateria) i Claudio Cardone (teclats), en què va debutar el 16 de juliol de 2004 a Rosario.

## Discografia
- Pan, 2005 (integrant la banda de Luis Alberto Spinetta).
- Un mañana, 2008 (integrant la banda de Luis Alberto Spinetta).
- Spinetta y las Bandas Eternas, 2010 (integrant la banda de Luis Alberto Spinetta).

## Premis
- 2009: Premis Carlos Gardel al millor àlbum de l'any i al millor àlbum de rock per Una mañana.
- 2009: Nominada al Grammy Llatí en la categoria «Millor Àlbum de Rock Vocal», per Una mañana.